# Slättängsdammarna
Slättängsdammarna är ett kommunalt naturreservat i Lomma kommun i Skåne län. 
Området är naturskyddat sedan 2008 och är 17 hektar stort. Reservatet består av nio dammarna i reservatet som är rester av lertäkter som användes av tegelbruk.